# Tranvia Melegnano-Sant'Angelo Lodigiano
La tranvia Melegnano-Sant'Angelo Lodigiano era una linea interurbana a vapore, che si diramava dalla Milano-Lodi a Melegnano e si dirigeva verso Sant'Angelo Lodigiano correndo parallelamente al fiume Lambro.
Fu in esercizio dal 1881 al 1931.

## Storia

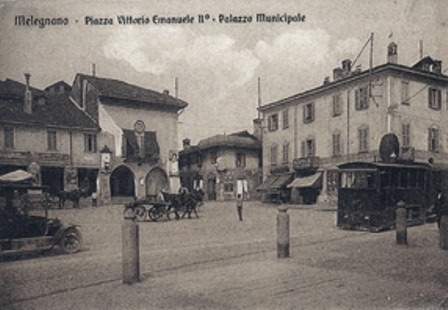
Melegnano, cartolina di inizio Novecento

La concessione per la costruzione e l'esercizio della linea fu accordato nel 1880 al cavalier Ferdinando Pistorius di Stoccarda, che già gestiva alcune linee nel territorio lodigiano.
I comuni interessati dal passaggio della linea (Cerro al Lambro, Casaletto Lodigiano, Salerano sul Lambro, Caselle Lurani e Marudo) si riunirono in uno dei primi consorzi costituiti in Italia a tali finalità, per realizzare lavori di miglioramento del tracciato stradale, elevato in seguito a ciò al rango di strada provinciale e dunque abilitato alla posa di un binario tranviario. Tali lavori di sistemazione della viabilità si conclusero nel 1879 e l'anno successivo, il 21 marzo 1880, il Pistorius ottenne dunque dalla Deputazione provinciale l'atto di concessione per la costruzione della tranvia.
Un analogo consorzio venne formato dai comuni a sud di Sant'Angelo, in previsione di un prolungamento della linea fino a San Colombano al Lambro, che tuttavia non fu mai realizzato.
La linea fu attivata il 1º luglio 1881.
L'esercizio del gruppo Pistorius fu sostituito a partire dal 6 giugno 1883 dalla Tramways a Vapore Interprovinciali di Milano, Bergamo e Cremona (TIP).
La linea ebbe un intenso traffico merci (il maggiore dell'intera rete TIP) grazie alle cave situate lungo il Lambro e raccordate alla stessa; più ridotto il traffico passeggeri. Il progressivo degrado della linea e la concorrenza degli autobus non giustificarono più gli investimenti necessari al suo mantenimento: la tratta rimase dunque in esercizio fino al 15 maggio 1931, data di chiusura al traffico.

## Percorso
| Unused urban continuation backward |

| Unknown route-map component "uexBHF" |

|  | Unknown route-map component "uexABZgl" | Unknown route-map component "uexCONTfq" |

| Unknown route-map component "CONTgq" | Unused waterway under railway bridge | Unknown route-map component "CONTfq" |

| Unknown route-map component "uexHST" |

| Unknown route-map component "uexHST" |

| Unknown route-map component "uexHST" |

| Unknown route-map component "uexHST" |

| Unknown route-map component "uexHST" |

| Unknown route-map component "uexHST" |

| Unknown route-map component "uexHST" |

| Unknown route-map component "uexKBHFe" |

|  | Unknown route-map component "uexKBHFaq" | Unknown route-map component "uexCONTfq" |

| Unknown route-map component "uexCONTgq" | Unknown route-map component "uexKBHFeq" |  |

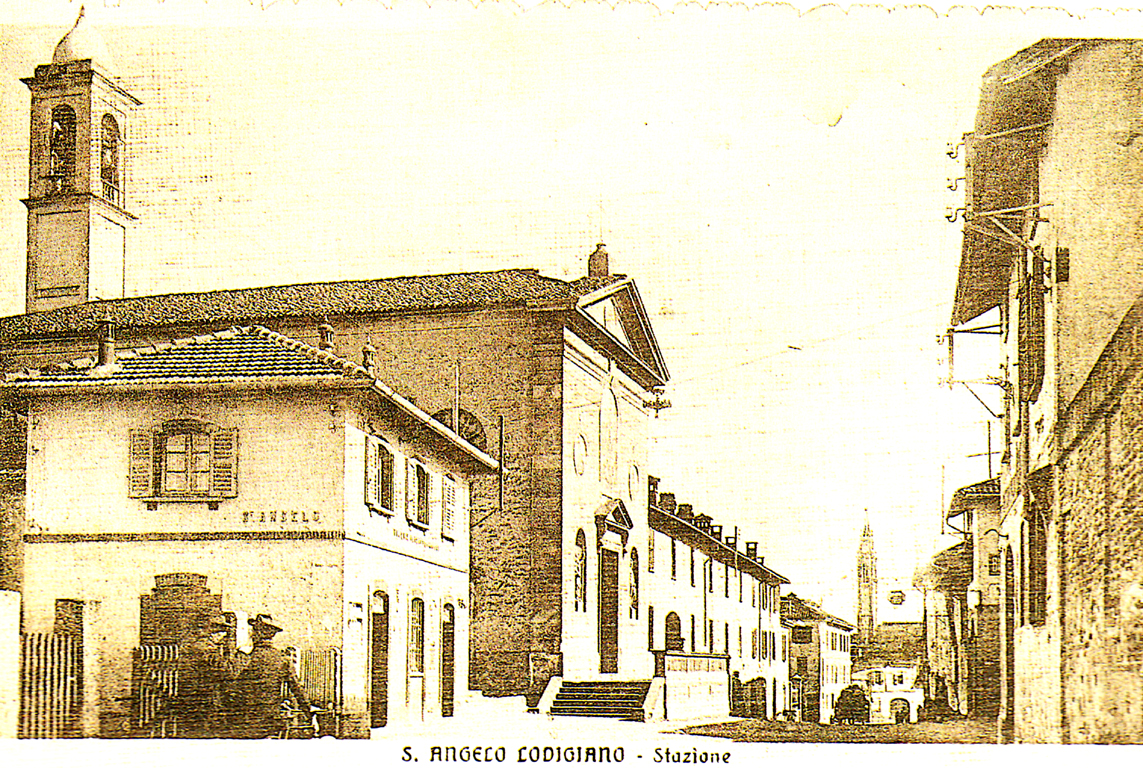
Stazione tranviaria di Sant'Angelo Lodigiano

La linea aveva origine a Melegnano dalla stazione della tranvia Milano-Lodi posta a lato dell'attuale via Roma. Quindi svoltava nella stretta via XX Settembre (poi via Conciliazione), e poi nel viale Predabissi, costeggiando il fossato del castello.
Veniva quindi percorso un tratto in sede propria, sul sedime in seguito utilizzato per l'apertura di via Giardino e con un'ampia curva a destra sottopassava la ferrovia Milano-Bologna, con un sottopasso rimasto in opera con la soppressione dell'impianto.
Sempre in sede propria, la tranvia raggiungeva l'abitato di Riozzo, dove si immetteva sulla strada provinciale, seguendola fino a Sant'Angelo Lodigiano; la stazione terminale era posta in via Cavour, e non era raccordata con le stazioni capolinea delle altre linee diramantisi da Sant'Angelo (per Lodi e per Pavia).